# 2-Benzoylbenzoesäure
2-Benzyolbenzoesäure weist neben der Ketongruppe einer Benzophenons die Carbonsäurefunktion einer Benzoesäure auf und ist ein wichtiger Ausgangsstoff für Anthrachinon und seine technisch bedeutendsten Folgeprodukte, die Anthrachinonfarbstoffe.

## Vorkommen und Darstellung
Eine detaillierte Synthesevorschrift für o-Benzoylbenzoesäure wurde 1916 von Gustav Heller publiziert.
In einer Friedel-Crafts-Acylierung reagiert Phthalsäureanhydrid mit überschüssigem Benzol in Gegenwart von Aluminiumchlorid zum Aluminiumsalz der 2-Benzoylbenzoesäure, das nach Zersetzung mit Wasser das Reinprodukt in Ausbeuten von 95 bis 97 % liefert. Da sich das Reaktionsgemisch während der Umsetzung verfestigt, wird oft mit großem Benzolüberschuss oder mit inerten Lösungsmitteln gearbeitet, was die Aufarbeitung erschweren und Abwasserprobleme verursachen kann.
Ein neueres Alternativverfahren führt die Reaktion kontinuierlich in einem Knetreaktor mit Natriumchlorid als Verdünnungsmittel in annähernd stöchiometrischem Verhältnis mit kurzen Verweilzeiten, hohen Raum-Zeit-Ausbeuten und geringem Aufarbeitungsaufwand durch.
Der Verlust des Katalysators AlCl3 bei der Hydrolyse und die beschwerliche Aufarbeitung der Reaktionsansätze legen als Alternative die Verwendung des Gemischs Fluorwasserstoff HF und Bortrifluorid BF3 als Friedel-Crafts-Acylierungskatalysator nahe. Unbefriedigende Ausbeuten (66 %), aufwendige Handhabung und Rückgewinnung des problematischen HF-BF3-Gemischs lassen diesen Syntheseweg aber wenig attraktiv erscheinen.

## Eigenschaften
2-Benzoylbenzoesäure ist ein weißes Kristallpulver, das sich in Ethanol und Diethylether leicht löst. Die hochreine Substanz kann durch Umkristallisieren in Cyclohexan oder Auflösen in wenig heißem Toluol, Zugabe von Petrolether bis zur einsetzenden Trübung und Abkühlen erhalten werden.

## Anwendungen
Veresterung der o-Benzoylbenzoesäure mit absolutem Methanol und Schwefelsäure liefert o-Benzoylbenzoesäuemethylester, der als radikalischer Photopolymerisationsinitiator Verwendung findet. Wegen der Lichtempfindlichkeit der 2-Benzoylbenzoesäureester eignet sich die Säure auch als photolabile Schutzgruppe für primäre und sekundäre Alkohole, sowie für Thiole.
In Gegenwart primärer Amine als Elektronendonor ED wird bei der Photolyse von 2-Benzoylbenzoesäureestern die Ketongruppe reduziert und anschließend lactonisiert, wobei neben dem freien Alkohol 3-Phenylphthalid gebildet wird.
Der Synthesebaustein 3-Phenylphthalid wird in quantitativer Ausbeute auch durch Reduktion von 2-Benzoylbenzoesäure mit Zink und Eisessig erhalten.
Das nicht-opioide Analgetikum Nefopam ist in einer mehrstufigen Synthese aus 2-Benzoylbenzoesäure zugänglich.
Neuerdings wurde auch eine Eintopfreaktion mit 2-Benzoylbenzoesäure in Toluol mit 79 % Gesamtausbeute und exzellenter Reinheit (99,9 %) an Nefopam berichtet. Aus dem Carbonsäurechlorid der 2-Benzoylbenzoesäure und N-Methylaminoethanol entsteht ein Amid, dessen Ketongruppe zum Alkohol hydriert und anschließend zum 1H-2,5-Benzoxazocin-Ring cyclisiert wird.
Bereits 1874 wurde die Eignung von o-Benzoylbenzoesäure neben dem Steinkohlenteerbestandteil Anthracen als brauchbare Ausgangsverbindung für Anthrachinon erkannt.
Beim Erhitzen mit Phosphorpentoxid auf 200 °C wurde dabei Anthrachinon in 26%iger Ausbeute erhalten.
Im selben Jahr konnte Carl Liebermann zeigen, dass o-Benzoylbenzoesäure bei Erhitzen mit rauchender Schwefelsäure in Anthrachinon übergeht und weiter zur Alizarinvorstufe Anthrachinon-2-sulfonsäure sulfoniert wird.
2-Benzoylbenzoesäure liefert bei einstündigem Erhitzen in konzentrierter Schwefelsäure auf 150 °C Anthrachinon in quantitativer Ausbeute. Auch das bei der Synthese von 2-Benzoylbenzoesäure anfallende Aluminiumsalz kann mit H2SO4 in Anthrachinon überführt werden.
Der einfachste Anthrachinonfarbstoff Alizarin wird durch Alkalischmelze von Anthrachinon-2-sulfonsäure erhalten.